# Hristo Projkov
Hristo Nikolov Projkov (in bulgaro Христо Николов Пройков?; Sofia, 11 marzo 1946) è un vescovo cattolico bulgaro, dall'8 aprile 2024 eparca emerito di San Giovanni XXIII di Sofia.

## Biografia
Hristo Nikolov Projkov è nato l'11 marzo 1946 nella capitale Sofia, omonimo distretto ed esarcato apostolico (oggi eparchia), nella parte centro-occidentale dell'allora Regno di Bulgaria (oggi Repubblica di Bulgaria); la sua famiglia apparteneva alla Chiesa greco-cattolica bulgara, una minoranza cristiana di rito bizantino separatasi dalla Chiesa ortodossa bulgara ed entrata in comunione con la Santa Sede nel 1861.

### Formazione e ministero sacerdotale
Il 15 settembre successivo, pochi mesi dopo la sua nascita, si è instaurata una Repubblica Popolare di stampo socialista e matrice atea, che ben presto ha cominciato a sottoporre i cristiani bulgari a gravi restrizioni; proprio per tali ragioni di sicurezza ha compiuto gli studi primari in forma privata e, sentendo maturare una precoce vocazione al sacerdozio, ha poi compiuto quelli secondari in seminario minore, ottenendo il diploma nel 1966.
In seguito ha proseguito gli studi in seminario maggiore per formarsi in filosofia e teologia e nel mentre è stato ordinato diacono il 6 settembre 1970 da Kyril Stefan Kurteff, vescovo titolare di Briula ed esarca apostolico di Sofia dei bulgari. Al termine del percorso, ha ricevuto l'ordinazione sacerdotale il 23 maggio 1971 per imposizione delle mani di Metodi Dimitrov Stratiev, A.A., vescovo titolare di Dioclezianopoli di Tracia e nuovo esarca apostolico di Sofia dei bulgari; si è incardinato, venticinquenne, come presbitero della medesima circoscrizione. Poco dopo ha iniziato il ministero pastorale prestando servizio in diverse parrocchie bulgare di rito bizantino nei successivi nove anni.
Nel 1980 si è trasferito a Roma, in Italia, dove si è iscritto al Pontificio Istituto Orientale per specializzarsi in diritto canonico ed ha conseguito la licenza dopo due anni di studio. Al suo rientro in Bulgaria, nel 1982 è divenuto parroco della cattedrale di Sofia, incarico ricoperto fino alla promozione all'episcopato; nel dicembre 1991 ha ripreso la pubblicazione del quotidiano Истина-Veritas, continuazione del quotidiano Veritas.

### Ministero episcopale
Il 18 dicembre 1993 papa Giovanni Paolo II lo ha nominato, quarantasettenne, esarca apostolico coadiutore di Sofia dei bulgari assegnandogli contestualmente la sede titolare di Briula. Ha ricevuto la consacrazione episcopale il 6 gennaio 1994, nella basilica di San Pietro in Vaticano, per imposizione delle mani dello stesso pontefice, assistito dai co-consacranti Giovanni Battista Re, arcivescovo titolare di Vescovio e sostituto per gli affari generali della Segreteria di Stato nonché futuro cardinale, e Josip Uhač, arcivescovo titolare di Tharros e segretario della Congregazione per l'evangelizzazione dei popoli; insieme a lui sono stati ordinati altri dodici vescovi. Come suo motto episcopale ha scelto БЛЯСЪКЪТ НА ИСТИНАТА, che tradotto vuol dire "Lo splendore della verità".
Il 5 settembre 1995, con l'accettazione della rinuncia per motivi d'età del settantanovenne esarca Metodi Dimitrov Stratiev, che aveva guidato l'esarcato per ventiquattro anni, è succeduto per coadiutoria come esarca apostolico di Sofia dei bulgari all'età di quarantanove anni. Ha preso possesso dell'esarcato durante una cerimonia successiva svoltasi nella cattedrale della Dormizione della Beata Vergine Maria a Sofia. Contestualmente ha anche assunto l'incarico di presidente della Conferenza episcopale interrituale della Bulgaria, in ambito del quale è stato anche presidente delle commissioni per il clero e per l'educazione cattolica nonché dei consigli per la pastorale dei migranti e per la pastorale sanitaria.
Il 26 luglio 1996, con suo decreto, ha eretto la parrocchia di Sant'Anna a Šumen, l'unica di rito bizantino nella parte settentrionale del Paese.
Il 18 febbraio 2002 è stato ricevuto in udienza privata dal papa e dal 23 al 26 maggio successivi lo ha accolto durante il suo viaggio apostolico in Bulgaria, il primo di un pontefice in questo Stato.
Il 10 novembre 2005 si è recato in Vaticano, assieme agli altri membri dell'episcopato bulgaro, per la visita ad limina apostolorum, allo scopo di discutere con il pontefice della situazione e dei problemi relativi al suo esarcato apostolico.
Il 28 ottobre 2006, giorno dell'80º anniversario della fondazione dell'esarcato apostolico, ha benedetto la cappella della Natività insieme ad una nuova biblioteca nell'edificio accanto alla cattedrale di Sofia.
Il 15 novembre 2007 è stato insignito del titolo onorifico di Gran Croce "Pro Piis Meritis Melitensi" da parte del Sovrano Militare Ordine di Malta per aver contribuito all'introduzione dei medicinali come aiuto umanitario durante gli anni 1990 nel suo Paese; lo stesso mese è divenuto anche membro della Commissione delle conferenze episcopali della Comunità Europea.
Il 15 maggio 2009 papa Benedetto XVI lo ha nominato consultore della Congregazione per le Chiese orientali.
Il 13 febbraio 2014 ha compiuto una seconda visita ad limina in Vaticano e, dopo la scadenza del mandato di un quinquennio, papa Francesco lo ha nuovamente confermato nell'incarico di consultore della Congregazione per le Chiese orientali il 19 aprile seguente. Dal 5 al 19 ottobre successivi ha preso parte, in qualità di presidente della Conferenza episcopale bulgara, alla III assemblea generale straordinaria del Sinodo dei vescovi, svoltasi nella Città del Vaticano, con tema Le sfide pastorali della famiglia nel contesto dell'evangelizzazione.
Il 22 maggio 2015 il papa ha ratificato la sua elezione da parte della Conferenza episcopale come sostituto per partecipare alla XIV assemblea generale ordinaria del Sinodo dei vescovi, svoltasi in Vaticano dal 4 al 25 ottobre successivi, con tema La vocazione e la missione della famiglia nella Chiesa e nel mondo contemporaneo.
Dal 3 al 28 ottobre 2018 ha preso parte alla XV assemblea generale ordinaria del Sinodo dei vescovi, svoltasi nella Città del Vaticano, con tema I giovani, la fede e il discernimento vocazionale.
Dal 5 al 7 maggio 2019 ha accolto papa Francesco nel suo viaggio apostolico in Bulgaria, durante il quale ha visitato le città di Sofia e Rakovski. L'11 ottobre successivo lo stesso pontefice ha elevato l'esarcato apostolico ad eparchia, assegnando ad essa il nome di San Giovanni XXIII di Sofia; contestualmente lo ha nominato, settantatreenne, primo eparca della nuova circoscrizione trasferendolo dalla sede titolare di Briula.
L'8 aprile 2024 papa Francesco ha accolto la sua rinuncia, presentata per raggiunti limiti di età, al governo pastorale dell'eparchia di San Giovanni XXIII di Sofia; gli è succeduto Petko Valov, del clero della medesima eparchia.

## Genealogia episcopale e successione apostolica
La genealogia episcopale è:
- Cardinale Scipione Rebiba
- Cardinale Giulio Antonio Santori
- Cardinale Girolamo Bernerio, O.P.
- Arcivescovo Galeazzo Sanvitale
- Cardinale Ludovico Ludovisi
- Cardinale Luigi Caetani
- Cardinale Ulderico Carpegna
- Cardinale Paluzzo Paluzzi Altieri degli Albertoni
- Papa Benedetto XIII
- Papa Benedetto XIV
- Papa Clemente XIII
- Cardinale Enrico Benedetto Stuart
- Papa Leone XII
- Cardinale Chiarissimo Falconieri Mellini
- Cardinale Camillo Di Pietro
- Cardinale Mieczysław Halka Ledóchowski
- Cardinale Jan Maurycy Paweł Puzyna de Kosielsko
- Arcivescovo Józef Bilczewski
- Arcivescovo Bolesław Twardowski
- Arcivescovo Eugeniusz Baziak
- Papa Giovanni Paolo II
- Vescovo Hristo Projkov

La successione apostolica è:
- Vescovo Petko Valov (2024)